# Kalbygård
Kalbygård er en gammel hovedgård som nævnes allerede i 1457. Gården ligger umiddelbart vest for Flensted By og ligger i Låsby Sogn i Skanderborg Kommune. Kalbygård Gods er på 267 hektar

## Ejere af Kalbygård
- (1457-1487) Mads Nielsen
- (1487-1601) Forskellige Ejere
- (1601-1767) Kronen
- (1767-1770) M. Beringskjold
- (1770-1771) Hans Henrik de Lichtenberg
- (1771-1800) Jacob Jensen Rosborg
- (1800-1805) Mads Anthony Rosborg
- (1805-1814) Fæstebønderne i Laasby
- (1814-1824) Rosenørn
- (1824-1834) E. J. Hepke
- (1834-1844) Thor N. H. Lange
- (1844-1872) A. E. F. C. Lange
- (1872-1896) A. M. Jensen
- (1896) Livforsikringsselskabet Hafnia
- (1896-1906) Rud. Heilmann
- (1906-1933) Ingolf H. Dohlmann
- (1933-1966) Lars Larsen
- (1966-1988) Vagn Sørensen
- (1988-1996) Vagn Sørensen / Finn Sørensen
- (1996-) Finn Sørensen

|  | Denne artikel om en bygning eller et bygningsværk kan blive bedre, hvis der indsættes et (bedre) billede. Du kan hjælpe ved at afsøge Wikimedia Commons for et passende billede eller lægge et op på Wikimedia Commons med en af de tilladte licenser og indsætte det i artiklen. |

56°9′3″N 9°46′45″Ø / 56.15083°N 9.77917°Ø